# 倫崔萊塔烏
倫崔萊塔烏是非洲南部國家博茨瓦納的村落，由奎嫩區負責管轄，位於該國東南部，處於首都嘉柏隆里以北約60公里，2001年人口估計約4,025。
24°15′16″S 25°51′6″E / 24.25444°S 25.85167°E